# Santa Magdalena de Polpís (kommun)
Santa Magdalena de Pulpis är en kommun i Spanien.   Den ligger i provinsen Província de Castelló och regionen Valencia, i den östra delen av landet, 300 km öster om huvudstaden Madrid. Antalet invånare är 876. Arean är 67 kvadratkilometer. Santa Magdalena de Pulpis gränsar till Alcalà de Xivert, Cervera del Maestre, Peníscola/Peñíscola och La Salzadella. 
Terrängen i Santa Magdalena de Pulpis är lite kuperad.